# 莊朝生
莊朝生，江南武進人。清朝政治人物，同進士出身。
順治六年（1649年），登進士，改庶吉士，散館改翰林院檢討。官至河南提學道。